# Bybit
Bybit Fintech Limited (nota con il marchio Bybit) è una società che gestisce una piattaforma per lo scambio di criptovalute con sede a Dubai, negli Emirati Arabi Uniti.

## Storia
Bybit è una piattaforma di scambio di criptovalute fondata nel 2018 da Ben Zhou, un imprenditore di Singapore. Inizialmente lanciata con sede in Asia, l’azienda ha poi trasferito il suo quartier generale a Dubai nel 2022.

## Attività
Nel corso degli anni, Bybit è diventata una delle principali piattaforme di scambio di criptovalute a livello mondiale. Nel 2021 ha superato i 70 miliardi di dollari di volume giornaliero di scambi e ha introdotto #TheCryptoArk, una campagna per gli appassionati di blockchain.
Nel 2022 ha lanciato contratti USDC-settled su BTC ed ETH e ha pubblicato le proprie riserve in tempo reale, adottando un sistema di proof-of-reserves. Nello stesso anno, ha annunciato una partnership triennale da 150 milioni di dollari con Oracle Red Bull Racing come sponsor principale per la Formula 1.
Nel 2023 ha superato i 20 milioni di utenti, ha consolidato la sua posizione tra le prime tre piattaforme per volume di scambi e ha lanciato la Bybit Card in collaborazione con Mastercard. Nel 2024 ha raggiunto i 40 milioni di utenti globali e aperto un ufficio nei Paesi Bassi.
Nel giugno 2025 viene annunciata la piattaforma Bybit.eu appositamente omologata con la direttiva europea MiCA e pensata per gli utenti dello Spazio economico europeo (EES). Nel giro dei mesi successivi tutti gli utenti dell'EES vi dovranno emigrare, creando un account apposito.

## Sponsorizzazioni
Nel febbraio 2022, Bybit ha annunciato una partnership triennale da 150 milioni di dollari con il team di Formula 1 Oracle Red Bull Racing, diventandone sponsor principale. L’accordo comprendeva la visibilità del marchio sul veicolo e il supporto a progetti come la serie "Velocity Series" dedicata al mondo NFT.
La collaborazione è stata guidata da Anndy Lian, all’epoca Chief of Partnerships e Advisor per le Relazioni Governative di Bybit.

## Controversie

### Il caso FTX-Bybit
L'azienda e piattaforma rivale FTX denunciò Bybit chiedendo un miliardo di $ di danni nel 2023, per presunte pratiche scorrette condotte da Bybit stessa quando FTX stava collassando nel novembre 2022: Bybit avrebbe infatti usato il proprio status di "VIP" per poter prelevare circa 500 milioni di $ in asset cripto, creando ulteriori danni agli altri utenti. Nell'ottobre 2024 Bybit accettò di pagare 228 milioni di $ per risolvere il caso.

### Il furto di 1,5 miliardi di $ (2025)
Nel febbraio 2025, Bybit è stata colpita da un attacco hacker che ha comportato il furto di circa 1,5 miliardi di dollari. L’attacco, attribuito a gruppi nordcoreani, ha colpito wallet associati alla piattaforma. Tuttavia, Bybit ha confermato di essere in grado di coprire i fondi degli utenti e ha rimborsato oltre 40.000 Ethereum in debiti verso Bitget.

## Governance e trasparenza
Bybit ha adottato un Codice di Condotta volto a promuovere la trasparenza e la conformità etica, incluse politiche chiare sulla segnalazione di comportamenti non etici e pratiche di audit interno.